# NGC 2553
NGC 2553是在天球上位于巨蟹座的一个螺旋星系。它的赤经为：817.7，赤纬为：20° 54′。
該星系於1865年2月17日由阿爾伯特·馬爾夫發現。